# لينستر هاوس
لينستر هاوس (بالأيرلندية: Teach Laighean) هو مقر الأويرياشتاس الأيرلندي. في الأصل كان القصر الدوقي لدوقات لينستر. منذ عام 1922، كان عبارة عن مجمع من المباني، كان القصر الدوقي السابق هو جوهره والذي يضم أويرياشتاس وأعضائه وموظفيه. لا يزال الجزء الأكثر شهرة من المجمع والوجه العام لمنزل لينستر، هو القصر الدوقي السابق في قلب المجمع.

## قصر الدوق
كان لينستر هاوس المقر الدوقي السابق في دبلن لدوق لينستر، ومنذ عام 1922 كان بمثابة مبنى البرلمان للدولة الأيرلندية الحرة، سلف الدولة الأيرلندية الحديثة، والتي كانت قبل ذلك مقرًا لجمعية دبلن الملكية. أقيم عرض دبلن الربيعي الشهير وعرض دبلن الحصان في لينستر لاون في مواجهة ساحة ميريون. المبنى هو مكان لقاء دويل أيرن ومجلس الشيوخ الأيرلندي وهما منزلا أويرياشتاس وعلى هذا النحو أصبح مصطلح "Leinster House" مرادفًا للأنشطة السياسية الأيرلندية.